# Virslīga 1997
L'edizione 1997 della Virslīga fu la 6ª del massimo campionato lettone di calcio dalla ritrovata indipendenza e la 23ª con questa denominazione; vide la vittoria finale dello Skonto, giunto al suo sesto titolo.
Capocannoniere del torneo fu Davit Chaladze (Skonto), con 25 reti.

## Stagione

### Novità
Le retrocesse Skonto/Metāls Rīga e Jūrnieks, oltre alla non iscritta Starts, dovevano essere sostituite dalle neopromosse Valmiera e Vecriga Rīga, ma mentre il Valmiera si iscrisse regolarmente il Vecriga rinunciò. Il suo posto fu preso dal Ventspils, club di nuova fondazione nato dalla fusione tra due squadre della 1. Līga 1996: Venta e Nafta. Dato che il posto dello Starts non fu occupato il numero di squadre scese.
Altra fusione ci fu tra il Vairogs e il Kolons (squadra anch'essa di 1. Līga) per dar vita al Rezekne.

### Formula
La formula del campionato cambiò rispetto a quella delle due stagioni precedenti: vi presero parte nove squadre anziché dieci. Il campionato tornò a disputarsi in un girone unico con una sola fase in cui le squadre si incontrarono in due turni di andata e uno di ritorno un totale di 24 incontri. Erano assegnati tre punti alla vittoria, un punto al pareggio e zero per la sconfitta.
La squadra ultima classificata retrocedeva in 1. Līga.

## Squadre partecipanti
| Club                  | Città      | Stagione precedente                                |
| --------------------- | ---------- | -------------------------------------------------- |
| Daugava Rīga          | Riga       | 2° in Virslīga                                     |
| Dinaburg              | Daugavpils | 3° in Virslīga                                     |
| Lokomotīve Daugavpils | Daugavpils | 7° in Virslīga                                     |
| Metalurgs Liepāja     | Liepāja    | 5° in Virslīga                                     |
| Rēzekne               | Rēzekne    | 8° in Virslīga                                     |
| Skonto                | Riga       | Campione lettone                                   |
| Universitāte Riga     | Jelgava    | 4° in Virslīga                                     |
| Valmiera              | Valmiera   | 2° in 1. Līga, vince i play-off, promosso          |
| Ventspils             | Ventspils  | 4° in 1. Līga come Nafta, 7° in 1. Līga come Venta |

## Classifica finale
|                     | Pos. | Squadra               | Pt | G  | V  | N | P  | GF | GS | DR  |
| ------------------- | ---- | --------------------- | -- | -- | -- | - | -- | -- | -- | --- |
| Lettonia (bandiera) | 1.   | Skonto                | 64 | 24 | 20 | 4 | 0  | 89 | 8  | +81 |
|                     | 2.   | Daugava Rīga          | 43 | 24 | 13 | 4 | 7  | 35 | 27 | +8  |
|                     | 3.   | Dinaburg              | 42 | 24 | 12 | 6 | 6  | 37 | 19 | +16 |
|                     | 4.   | Ventspils             | 42 | 24 | 12 | 6 | 6  | 32 | 21 | +11 |
|                     | 5.   | Metalurgs Liepāja     | 31 | 24 | 9  | 4 | 11 | 27 | 32 | -5  |
|                     | 6.   | Universitāte Riga     | 29 | 24 | 8  | 5 | 11 | 25 | 42 | -17 |
|                     | 7.   | Valmiera              | 28 | 24 | 8  | 4 | 12 | 29 | 43 | -14 |
|                     | 8.   | Lokomotīve Daugavpils | 17 | 24 | 5  | 2 | 17 | 29 | 52 | -23 |
|                     | 9.   | Rēzekne               | 8  | 24 | 1  | 5 | 18 | 10 | 69 | -59 |

### Verdetti
- Skonto Rīga Campione di Lettonia 1997 e ammesso al primo turno preliminare di Champions League.
- Metalurgs ammesso al turno preliminare di Coppa delle Coppe come finalista di Coppa di Lettonia 1998.
- Daugava Riga ammesso al turno preliminare di Coppa UEFA.
- Dinaburg ammesso al primo turno della Coppa Intertoto 1998.
- Rēzekne retrocesso in 1. Līga 1998, ma in seguito ripescato.

## Risultati
|                       | SKO     | LUD     | DIN     | VEN     | BAM     | UNR     | VAL     | LOD     | REZ      |
| Skonto                |         | 6-0     | 0-0 4-2 | 1-1     | 2-0 7-0 | 5-0     | 5-1     | 4-1     | 9-0 12-0 |
| LU/Daugava Riga       | 0-2 0-3 |         | 1-0 2-2 | 2-1     | 1-0     | 2-1 3-0 | 1-0     | 5-1     | 0-0 1-1  |
| Dinaburg              | 0-0     | 1-0     |         | 2-0 0-1 | 0-0 0-1 | 1-1     | 2-0 1-0 | 2-0 5-1 | 1-0      |
| Ventspils             | 0-3 0-0 | 1-0 1-2 | 1-1     |         | 1-0     | 2-0 2-2 | 4-0 1-0 | 4-0     | 5-1      |
| Baltika/Metalurgs     | 0-1     | 0-1 1-1 | 1-3     | 3-0 1-2 |         | 1-2     | 1-0 1-1 | 2-0 3-1 | 4-2      |
| Universitāte Rīga     | 0-3     | 2-0     | 2-1 1-5 | 1-1     | 0-1 3-1 |         | 0-0     | 3-2     | 3-0 0-0  |
| Valmiera              | 0-5 2-5 | 0-3 2-4 | 0-3     | 2-1     | 3-1     | 3-0 3-1 |         | 1-1     | 3-0      |
| Lokomotīve Daugavpils | 0-4     | 0-2 2-0 | 0-1     | 0-1     | 1-3     | 1-0 1-2 | 1-1 2-3 |         | 4-0      |
| Rēzekne               | 0-1     | 0-4     | 0-3 3-1 | 0-0 0-1 | 0-0 1-2 | 1-2     | 0-1     | 1-6 0-3 |          |
| --------------------- | ------- | ------- | ------- | ------- | ------- | ------- | ------- | ------- | -------- |

## Statistiche

### Classifica marcatori
| Gol |  |  | Giocatore        | Squadra  |
| --- |  |  | ---------------- | -------- |
| 25  |  |  | Davit Chaladze   | Skonto   |
| 14  |  |  | Mihails Miholaps | Skonto   |
| 11  |  |  | Sergey Solovjov  | Skonto   |
| 10  |  |  | Juris Karašausks | Dinaburg |